# Нума Помпилий
Нума Помпилий (на латински: Numa Pompilius) според легендата е вторият цар на Древния Рим. Управлявал от 717 до 673/672 г. пр.н.е. Като заслуга му приписват учредяването на религиозните култове, на колегиите на жреците и на занаятчиите, реформа на римския календар.

## Произход и ранни години
Нума Помпилий се ражда в деня на основаването на Рим (21 април 753 пр.н.е.) в семейството на Помпоний – сабинян по произход. Нума бил четвърти в семейството. Получава строго възпитание – баща му заемал високо положение в сабинянската общност и не допускал никакъв разкош в своя дом.
Младежките си години Нума прекарва в град Евър. Жени се за Тация – дъщерята на цар Тит Таций, съуправител на Ромул. След 13 години брак Тация умира. Тежко оплаква загубата ѝ Нума. Близо до езерото Албано среща нимфата Егерия, която го обучила на законотворчество.
Нума имал една дъщеря – Помпилия (според някои версии била дете на Тация, според друга на втората му жена – Лукреция), която впоследствие за омъжва за Марций I и ражда бъдещия цар Анк Марций. В своите „Успоредни животописи“ Плутарх нарича четиримата синове на Нума: Помп, Пин, Калп и Мамерк.

## Възкачване на престола и управление
Сенатът, състоящ се по това време от сто римляни и сто сабиняни, избира от средите си двама кандидати за царе след смъртта на Ромул. Сенаторите избират набожния сабинянин Нума Помпилий. В началото той отказва високата чест, но баща му и Марций I го убеждават, че само неговата мъдрост може да научи войнствения народ на Рим да процъфтява не само във война, но и в мир.
След избирането си за цар Нума Помпилий прави следните нововъведения:
- Той първи учредява религиозни култове. Въвежда в народа почит към Термин (бога на границите) и Фидес (бога на мира). Въвежда длъжността жрец за служба на Юпитер, Марс и Квирин. Накрая въвежда култа и към богинята Веста, за чието обслужване учредява длъжността на весталките.
- Създава длъжности фециал и понтифекс, забраняващи човешки жертвоприношения.
- Въвежда новия слънчев календар, всяка година от който се състои от 12 или 13 месеца.
- Построява своя дворец на Вели, между Квиринал и Палатин, за да символизира обединението на двете общности: римската и сабинската.

За разлика от останалите римски царе, които активно водели войни, при Нума Помпилий нито веднъж не се отворила вратата на храма на Янус, която обикновено отваряли при начало на въоръжен конфликт.
На седмата година от управлението на Нума Помпилий в Италия се разразява епидемия, която погубва хиляди хора както в самия Рим, така и в околностите му. Според легендите веднъж царят се разхождал в гората, задълбочено мислейки за спасението на народа си, когато изведнъж пред краката му паднал гръм и оставил изкусно изработен щит. В този миг се появила покровителката на царя, нимфата Егерия, и казала, че този щит е подарък от Юпитер, като подробно описала ритуала, чрез който Рим да се избави от бедата. Нума Помпилий последвал съвета на нимфата и заповядал да се изготвят 11 копия на щита, които дал да се съхраняват в храма на Веста. Освен това царят основал особено братство на салиите, които били длъжни ежегодно през март, въоръжени с тези щитове, да извършват из града свещен танц.

## Смъртта на Нума Помпилий и съдбата на неговите ръкописи
Нума Помпилий умира през 673 пр.н.е. на 80-годишна възраст, оставяйки според преданията голямо писмено наследство. Пожелава книгите му да бъдат погребани с него. След 400 години неговата могила случайно откриват в Яникул. Ръкописите се оказват неповредени, но градският претор решава да ги изгори, като смята, че в тях са изказани мнения, заплашващи съвременните религиозни представи на римляните. Впоследствие из средите на алхимиците битувало мнението, че някои от ръкописите на Нума Помпилий са оцелели и в тях се съдържа тайната на филосфския камък.

## Други
- В „Успоредни животописи“ Плутарх описва живота на Нума Помпилий наред с този на Ликург.